# توشيكو كيشيدا
توشيكو كيشيدا (باليابانية: 中島湘煙؛ بالكانا: なかじま しょうえん) هي كاتِبة يابانية، ولدت في 14 يناير 1863 في كيوتو في اليابان، وتوفيت في 25 مايو 1901 بسبب سل.